# فهرست والیان اموی اندلس
پس از چیرگی مسلمانان بر بخش جنوبی شبه جزیره ایبری در سال ۷۱۱ میلادی این مناطق در قرون وسطی، اندلس (عربی: الأندلس) نامیده شد و حکومت آن توسط مسلمانان بوده‌است.

## حاکمان اندلس

### والیان اموی اندلس
Key: All appointed by governor of افریقیه except (*) elected internally by Andalusians; (**) appointed directly by Caliph; (***) forcibly imposed by Syrian regiments
- موسی بن نصیر، ۷۱۲ – سپتامبر ۷۱۴ (همچنین فرمانداری افریقیه)
- عبدالعزیز بن موسی، سپتامبر ۷۱۴ – مارس ۷۱۶
- ایوب بن حبیب اللخمی، مارس ۷۱۶ – اوت ۷۱۶ (*)
- حر بن عبدالرحمن الثقفی، اوت ۷۱۶ – مارس ۷۱۹
- سمح بن مالک الخولانی، مارس ۷۱۹ – ژوئن ۷۲۱ (**)
- عبدالرحمن الغافقی، ژوئیه ۷۲۱ (*)
- عنبسه بن سحیم الکلبی، اوت ۷۲۱ – ژانویه ۷۲۶
- عذره بن عبدالله الفهری، ژانویه ۷۲۶ – مارس ۷۲۶ (*)
- یحیی بن سلامه الکلبی، مارس ۷۲۶ – ژوئن ۷۲۸
- حذیفه بن احوص الاشجعی، ژوئن ۷۲۸ – دسامبر ۷۲۸
- عثمان بن ابی نسعه الخثعمی، دسامبر ۷۲۸ – آوریل ۷۲۹
- هیثم بن عبید الکلابی، آوریل ۷۲۹ – فوریه ۷۳۰
- محمد بن عبدالله الاشجعی، فوریه ۷۳۰ – مارس ۷۳۰
- عبدالرحمن الغافقی، مارس ۷۳۰ – اکتبر ۷۳۲ (2nd time, by appointment)
- عبدالملک بن قطن الفهری، دسامبر ۷۳۲ – نوامبر ۷۳۴
- عقبه بن الحجاج السلولی، نوامبر ۷۳۴ – دسامبر ۷۴۰
- عبدالملک بن قطن الفهری، دسامبر ۷۴۰ – مارس ۷۴۲ (*)
- بلج بن بشر القشیری، مارس ۷۴۲ – اوت ۷۴۲ (**/***, technically governor of افریقیه)
- ثعلبه بن سلامه العاملی، اوت ۷۴۲ – مه ۷۴۳ (***)
- ابوالخطار الکلبی، مه ۷۴۳ – اوت ۷۴۵
- ثوابه بن سلامه الجذامی، اوت ۷۴۵ – اکتبر ۷۴۶ (***)
- عبدالرحمن بن کثیر اللخمی، اکتبر ۷۴۶ – ژانویه ۷۴۷ (qadi, temporary)
- یوسف بن عبدالرحمن الفهری، ژانویه ۷۴۷ – مه ۷۵۶ (*)

### حاکمان اموی قرطبه
- عبدالرحمن داخل، ۷۵۶–۷۸۸
- هشام یکم, ٧٨٨–٧٩۶
- حکم یکم، ۷۹۶–۸۲۲
- عبدالرحمن دوم, ۸۲۲–۸۵۲
- محمد یکم, ۸۵۲–۸۸۶
- منذر, ۸۸۶–۸۸۸
- عبدالله بن محمد, ٨٨٨–٩١٢
- عبدالرحمن سوم، ۹۱۲–۹۲۹

### خلفا اموی قرطبه
- عبدالرحمن سوم، به عنوان, ۹۲۹–۹۶۱
- حکم دوم، ۹۶۱–۹۷۶
- هشام دوم, ۹۷۶–۱۰۰۸
- محمد دوم, ۱۰۰۸–۱۰۰۹
- سلیمان دوم, ١٠٠٩–١٠١٠
- هشام دوم, حکومت دوباره, ١٠١٠–١٠١٢
- سلیمان دوم, حکومت دوباره, ١٠١٢–١٠١۶
- عبدالرحمن چهارم, ١٠١٨

قطع حکومت امویان توسط حمودیان:
- علی بن حمود (متوکل علی الله) ١٠١۶–١٠١٨
- قاسم بن حمود (مأمون) ١٠١٨-١٠٢١
- یحیی بن علی بن حمود (معتلی) ١٠٢١-١٠٢٣
- قاسم بن حمود (مأمون) حکومت دوباره ١٠٢٣

به قدرت رسیدن دوباره امویان:
- عبدالرحمن پنجم, ١٠٢٣–١٠٢۴
- محمد سوم, ١٠٢۴–١٠٢۵
- یحیی بن علی بن حمود (معتلی) بازگشت به حکومت ١٠٢۵-١٠٢۶
- هشام سوم, ١٠٢۶–١٠٣١